# Hôpital militaire national de Kiev
L'hôpital militaire national est un centre hospitalier situé à Kiev dans la forteresse.
Il se situe dans des bâtiments classés au registre national des monuments d'Ukraine et comme patrimoine d'intérêt national n°867-14.

## Histoire
Il fut ouvert en 1755 pour cinquante lits par le gouverneur de la ville. Il servit de base dès 1770 dans le cadre des guerres avec l'empire ottoman, et fut commandé par des personnalités comme Alexandre Souvorov ou Piotr Roumiantsev. En 1812 il comptait jusqu'à deux mille malades dans le cadre de la guerre contre Napoléon.
En 1833, il accueillait une école médicale. Il est modernisé entre 1830 et 1840 avec la forteresse et compte comme l'un des plus modernes de l'Empire Russe. En 1849 Nikolaï Pirogov forme en l'hôpital une faculté de médecine. Les sœurs de la miséricorde entrèrent en 1969, au nombre de douze, pour y prodiguer des soins.

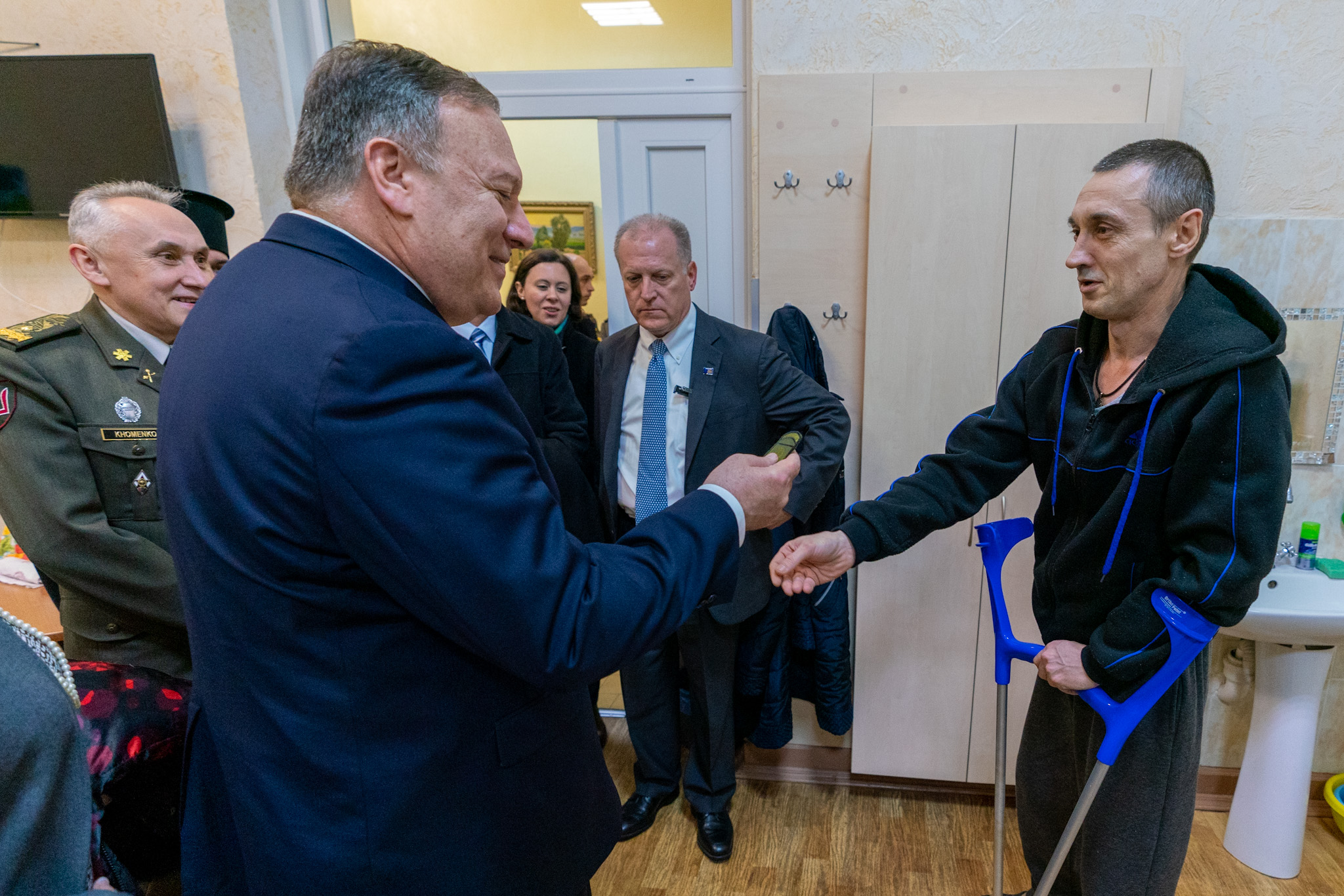
Visite de Mike Pompeo.
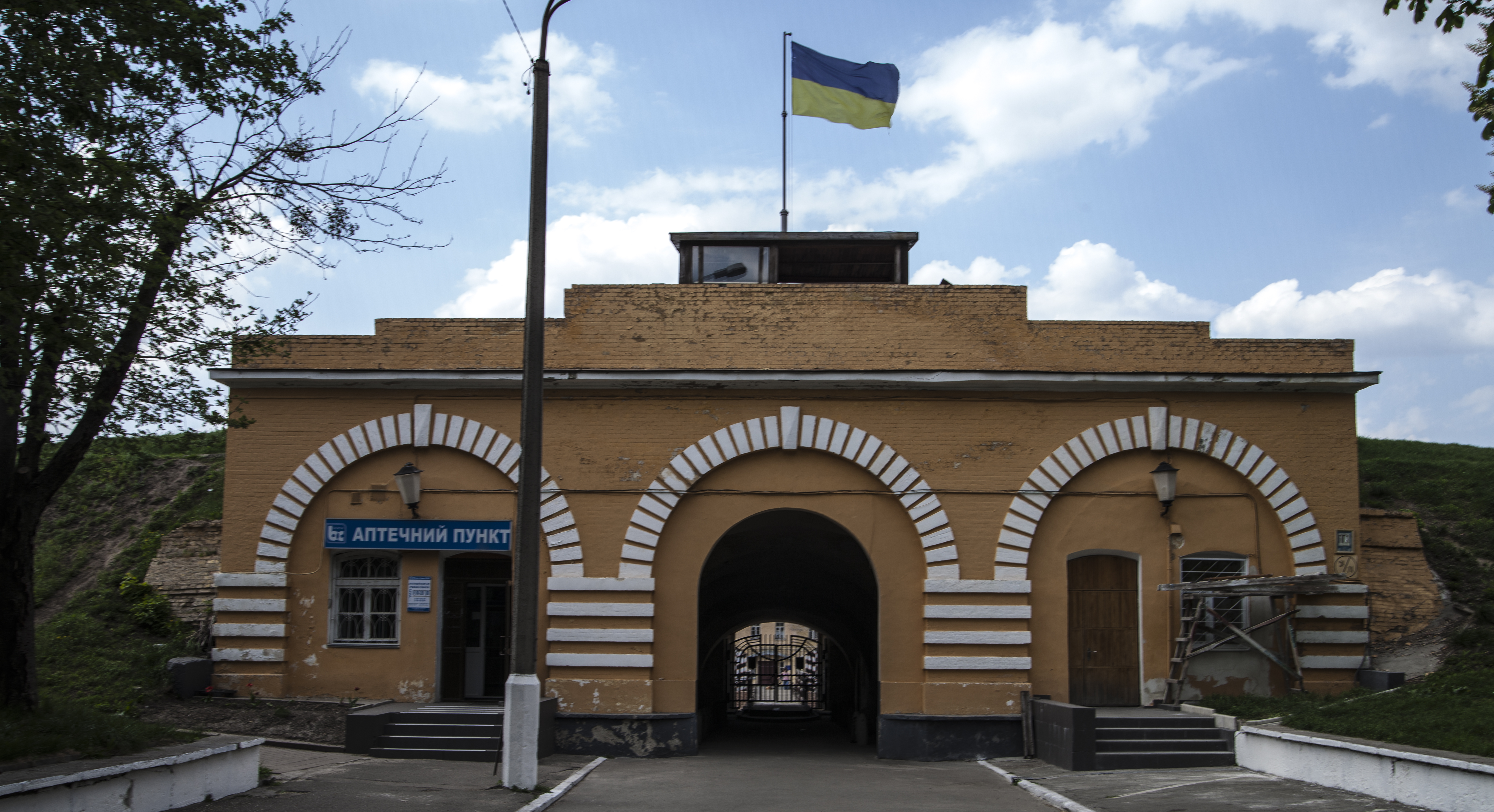
Entrée des bâtiments.
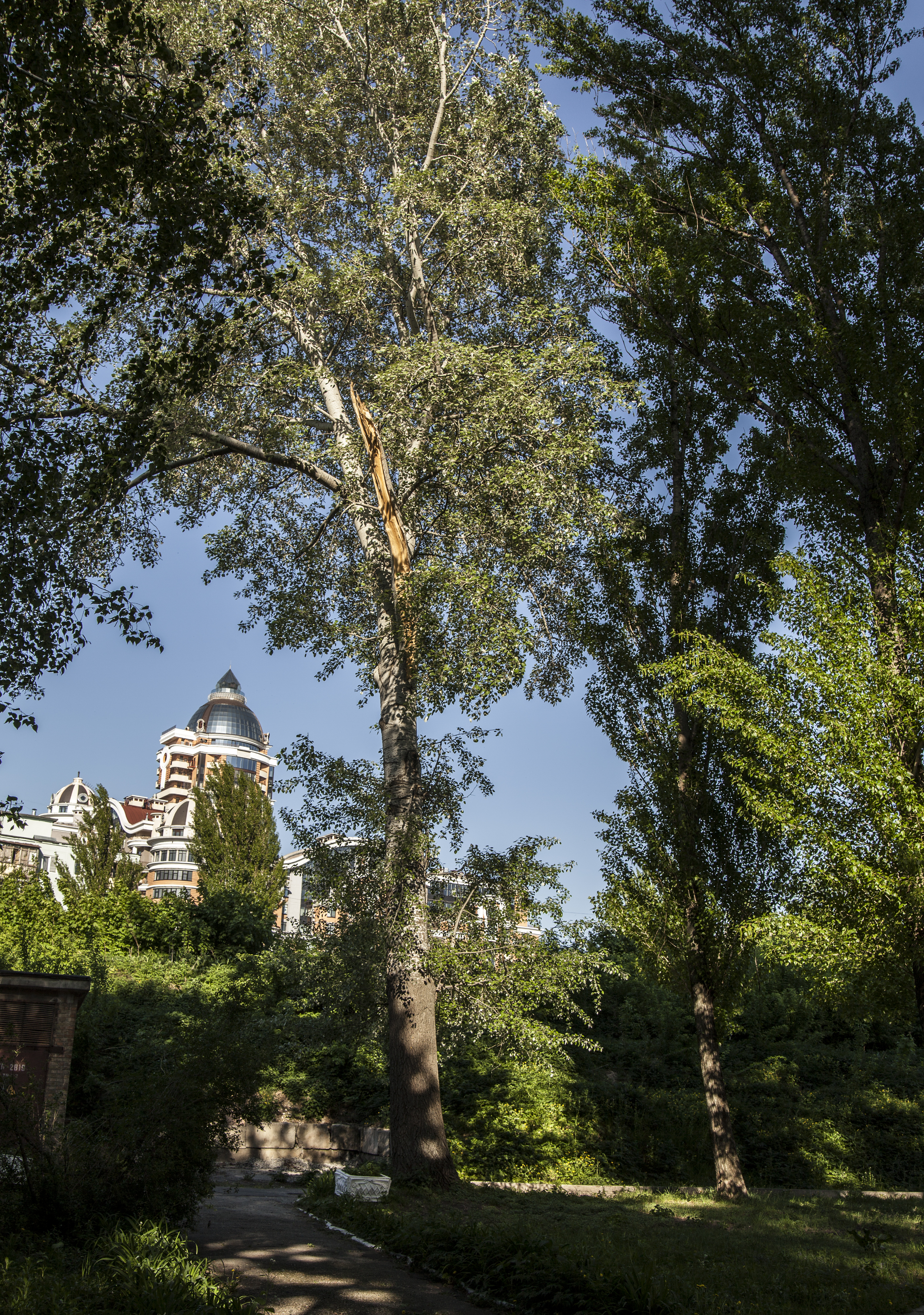
Partie arborée.
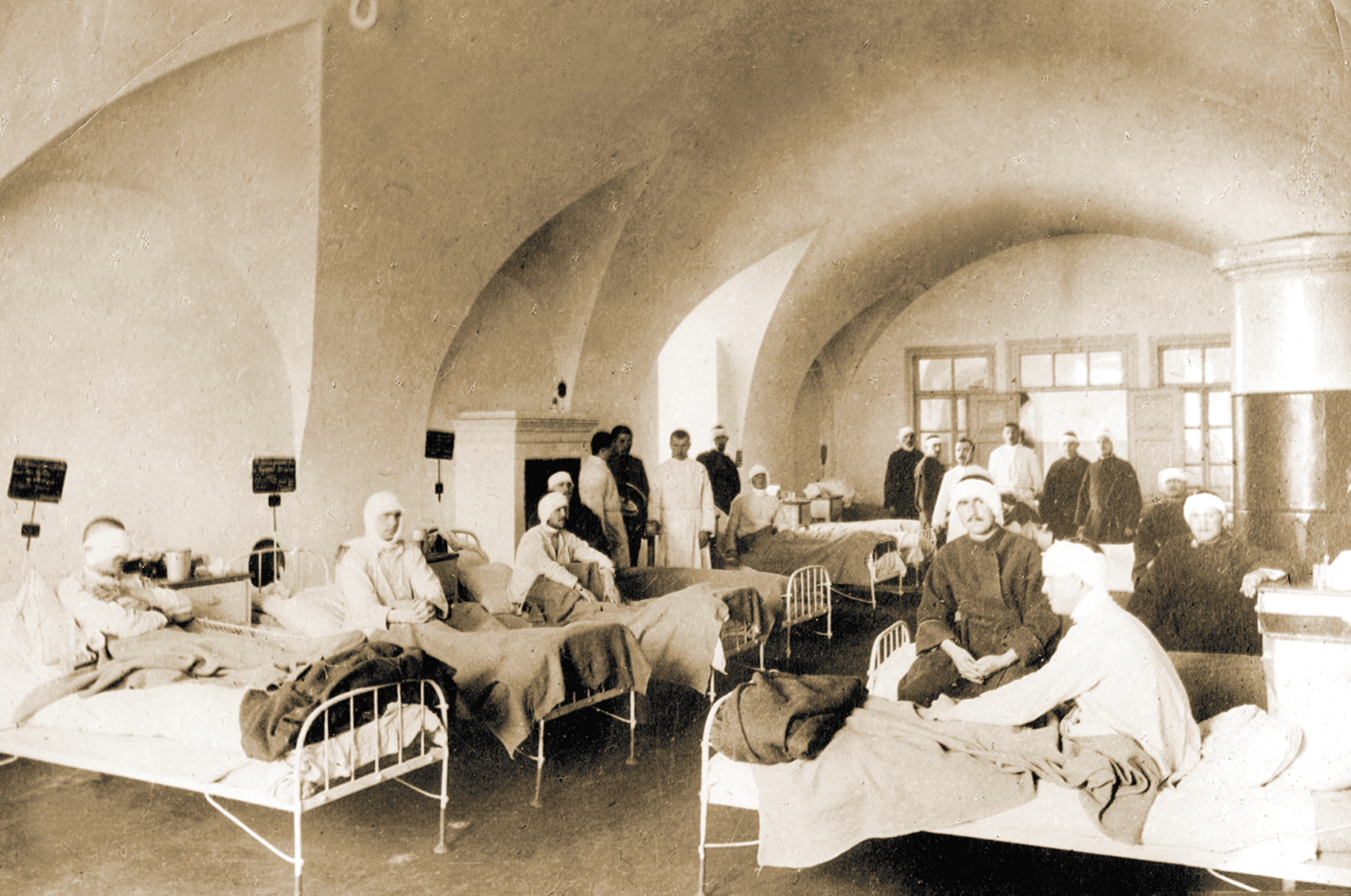
En 1916.

## Principales activités
L'hôpital accueille tant les militaires que les civils, il compte 1125 lits.